# Cheyenne Jackson
Cheyenne David Jackson (Spokane, 12 luglio 1975) è un attore e cantante statunitense, noto per la sua carriera come interprete di musical e per la sua partecipazione alla nota serie antologica American Horror Story.

## Carriera

### Teatro e televisione
Terzo di quattro figli, è cresciuto a Newport nello stato di Washington, piccola cittadina rurale nella zona occidentale degli Stati Uniti. Il nome venne scelto dal padre, in onore alla serie televisiva Cheyenne degli anni '50.
Arrivato a New York nel 2001, cominciò a recitare in teatro a Broadway in piccoli ruoli in musical come West Side Story, Hair e The Rocky Horror Show.
Il successo arrivò nel 2005 con il musical All Shook Up, ispirato alla commedia La dodicesima notte di Shakespeare e con musiche di Elvis Presley, che vinse un prestigioso premio teatrale e ottenne un eccezionale successo della critica. Nel giugno del 2007 Cheyenne divenne protagonista del musical Xanadu, dopo uno sfortunato infortunio avvenuto all'attore principale James Carpinello e ricevette la nomination ai Tony Award come «Miglior attore in un musical». 
Tra il 2008 e il 2009 ha recitato in Damn Yankees! e Sulle ali dell'arcobaleno, riscuotendo un enorme successo di critica e pubblico.
La carriera di attore lo ha portato a rivestire diversi ruoli, tra cui, uno dei più conosciuti, quello di Mark Bingham nel film drammatico United 93, film che tratta dei fatti accaduti sul volo United Airlines 93 durante gli attentati dell'11 settembre 2001. Ha anche partecipato ad alcune puntate delle serie televisiva 30 Rock e Glee nel ruolo del coach dei Vocal Adrenaline nel 2010. Nel 2015 è stato scelto per il cast della serie antologica American Horror Story,  di Ryan Murphy, al fianco di Lady Gaga, Kathy Bates e Matt Bomer. L'anno seguente viene reclutato nuovamente dal regista Ryan Murphy per interpretare un altro personaggio nella sesta stagione di American Horror Story

### Musica
Sin da quando era ragazzo, la mamma di Cheyenne ha influenzato i gusti musicali del figlio, vista la sua strepitosa predisposizione vocale. Cheyenne è stato corista di Vanessa L. Williams, con cui ha anche lavorato nella serie televisiva Ugly Betty, e di Liza Minnelli. Il suo primo lavoro, The power of two, è una registrazione dal vivo in un nightclub di New York con il cantante Michael Feinstein, pubblicato nel 2009 con ottime recensioni da parte della critica. Il primo singolo da solista, Drive, è stato pubblicato il 10 maggio 2012, in attesa dell'uscita dell'album nel 2013 e seguito il 10 luglio 2012 da Before You. All'inizio del 2013 è stato realizzato il video del terzo singolo Don't Wanna Know.

## Vita privata
Omosessuale dichiarato, è stato sposato dal 3 settembre 2011 fino al 2013 con il fisico Monte Lapka, e si è poi risposato nel 2014 con l'attore Jason Landau, con il quale ha due figli: Willow ed Ethan. Inoltre, è un ambasciatore amfAR (Fondazione per la ricerca AIDS) e promotore dei diritti LGBT.

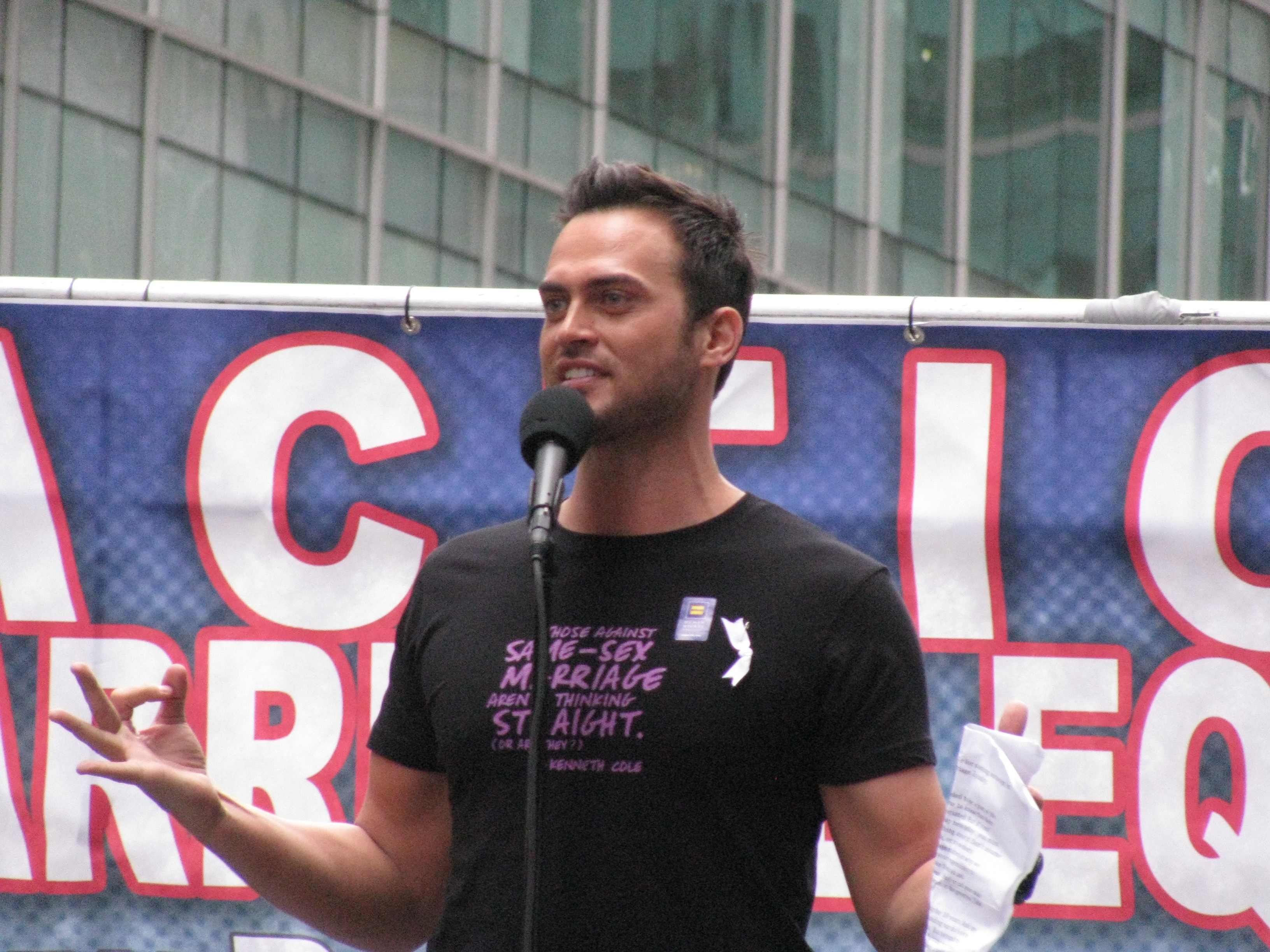
il 17 maggio 2009 a New York durante una marcia a favore dei matrimoni omosessuali.

## Filmografia

### Cinema
- Curiosity, regia di Scott Peehl (2005)
- United 93, regia di Paul Greengrass (2006)
- Photo Op, regia di Shawn Nacol (2010)
- Hysteria, regia di Frank Lin (2010)
- The Green, regia di Steven Williford (2011)
- Smile, regia di Lauren Elmer (2011)
- Price Check, regia di Michael Walker (2012)
- Lola Versus, regia di Daryl Wein (2012)
- Mutual Friends, regia di Matthew Watts (2013)
- Lucky Stiff, regia di Christopher Ashley (2013)
- Beautiful Now, regia di Daniela Amavia (2014)
- I toni dell'amore - Love Is Strange (Love Is Strange), regia di Ira Sachs (2014)
- Six Dance Lessons in Six Weeks, regia di Arthur Allan Seidelman (2014)
- Day Out of Days, regia di Zoe Cassavetes (2015)
- Hello Again, regia di Tom Gustafson (2017)
- L'uragano Bianca 2: dalla Russia con odio (Hurricane Bianca 2: From Russia with Hate), regia di Matt Kugelman (2018)
- A cena con il lupo - Werewolves Within (Werewolves Within), regia di Josh Ruben (2021)
- Borderlands, regia di Eli Roth (2024)

### Televisione
- Family Practice, regia di Bart Freundlich – film TV (2008)
- Lipstick Jungle – serie TV, episodio 2x08 (2008)
- Life on Mars – serie TV, episodio 1x10 (2008)
- Ugly Betty – serie TV, episodio 3x17 (2009)
- The Mentalist – serie TV, episodio 1x19 (2009)
- It Takes a Village, regia di Michael Fresco – film TV (2010)
- Law & Order – serie TV, episodio 20x16 (2010)
- 30 Rock – serie TV, 12 episodi (2009-2012)
- Glee – serie TV, episodi 2x01-2x17-2x22 (2010-2011)
- Curb Your Enthusiasm – serie TV, episodio 8x08 (2011)
- Dietro i candelabri (Behind the Candelabra), regia di Steven Soderbergh – film TV (2013)
- Onion News Empire, regia di Todd Strauss-Schulson – film TV (2013)
- American Horror Story – serie TV, 28 episodi (2015-2018)
- RuPaul's Drag Race – programma TV, 4 puntate (2017-2019)
- Sense8 – serie TV, episodio 2x10 (2017)
- American Woman – serie TV, 7 episodi (2018)
- Will & Grace – serie TV, episodio 9x14 (2018)
- Descendants 3, regia di Kenny Ortega – film TV (2019)
- Watchmen – miniserie TV, puntate 02-05-06 (2019)
- Julie and the Phantoms – serie TV, 4 episodi (2020)
- Bayside School (Saved by the Bell) – serie TV, episodi 1x05-1x07-1x10 (2020)
- Call Me Kat – serie TV (2021-2023)

## Teatro
- Thoroughly Modern Millie (2002) (Marquis Theatre, New York)
- Aida (2003) - personaggio: Radames (Sostituto), (Palace Theatre, New York)
- Altar Boyz (2004) - personaggio: Matthew (Puerto Rican Traveling Theatre, New York)
- The 24 Hour Plays (2005) - personaggio: Kevin (American Airlines Theatre, New York)
- On the Twentieth Century (2005) - "Life is Like a Train" Porter (New Amsterdam Theatre)
- All Shook Up (2005) - personaggio: Chad (Palace Theatre, New York)
- The Agony and The Agony (2006) - personaggio: Chet (Vineyard Theatre, New York)
- Xanadu (2007) - personaggio: Sonny Malone (Helen Hayes Theatre, New York)
- Damn Yankees! (2008) - personaggio: Joe Hardy (New York City Center)
- Finian's Rainbow (2009) - personaggio: Woody (New York City Center)
- Finian's Rainbow (2010) - personaggio: Woody (Teatro Saint-James)
- 8 (2011) - personaggio: Paul Katami (Eugene O'Neill Theatre, New York)
- Il nocciolo della questione (2012) (Lucille Lortel Theatre, New York)
- The Performers (2013) - personaggio: Mandrew (Longacre Theatre, New York)
- Into the Woods (2022) - personaggio: il Principe di Cenerentola/Lupo Cattivo (Saint James Theatre, New York)

## Doppiatori italiani
Nelle versioni in italiano delle opere in cui ha recitato, Cheyenne Jackson è stato doppiato da:
- Francesco Bulckaen in Ugly Betty, American Horror Story
- Simone D'Andrea ne I toni dell'amore - Love Is Strange, Descendants 3
- Francesco Venditti in American Woman, Doctor Odyssey
- Gianluca Musiu in United 93
- Giorgio Borghetti in Life on Mars
- Riccardo Niseem Onorato in 30 Rock
- Marco Benvenuto in Glee
- Simone Mori in Watchmen
- Paolo De Santis in Sense8
- Sacha Pilara in A cena con il lupo - Werewolves Within